# Jíno
Jíno is een klein dorp, kadastrale gemeente en stadsdeel in de Tsjechische stad Švihov. Jíno telt 27 inwoners (2021).

## Geschiedenis
- 1336 – De eerste schriftelijke vermelding van Jíno.
- 2002 – De gemeente Jíno wordt geannexeerd door de stad Švihov.